# Estat Lliure d'Islàndia
L'Estat Lliure Islandès o la Mancomunitat islandesa (nòrdic antic: Þjóðveldisöld) va ser l'ordre establert a Islàndia des de l'establiment de l'Althing (Alþing en islandès) en el 930 fins a la declaració de vassallatge («Gamli sáttmáli») prestada al rei de Noruega en el 1264.
L'establiment del Þjóðveldisöld es remunta a l'arribada d'un grup en gran part constituït per emigrants noruecs abans de la unificació del seu país pel rei Harald I.

## Precedent: Islàndia vikinga
L'Estat Lliure d'Islàndia no es pot comprendre sense remuntar-se a l'època de colonització durant l'Era vikinga. Els vikings procedien d'un entorn cultural basat en clans familiars, l'autarquia i certa independència, no sabien que anaven a trobar en els nous territoris, però sabien que era el que no volien: un sistema feudal que s'estenia per tot Europa i Escandinàvia no era aliena. Els nous colons van instituir, tanmateix, un sistema legislatiu nacional anomenat Lögrétta que mantenia l'ordre a tota l'illa. Existia l'estratificació social, encara que van prescindir de reis, prínceps i senyors de la guerra, però havia les diferències en riquesa i influència. Aquestes diferències van ser evidents entre terratinents i homes sense terra, i bóndis (homes lliures) i esclaus.

## El sistema dels goðorð
L'estructura de la Islàndia medieval era en forma de comunes. Sobre el pla nacional, l'Althing constituïa alhora un tribunal i una cambra legislativa, no hi havia una reialesa ni un poder executiu central. Islàndia es dividia en nombrosos goðorð, consistents essencialment en clans o en aliances dirigides per caps de clans anomenats goðar (en singular, goði). Els caps de clans asseguraven la defensa i nomenaven homes de lleis per resoldre els conflictes entre els membres del goðorð, que no consistien, estrictament parlant, en zones geogràfiques sinó en grups als quals cada individu s'adheria per la seva pròpia voluntat. Era, doncs, si més no en teoria, possible canviar a voluntat de goðorð. Dos homes de cadascun representaven al poble en l'Althing, una estructura més aviat oligàrquica.
Tal és la base de la tesi, discutida, segons la qual l'Estat lliure constituïa un tipus de democràcia sense Estat. El goðiera propietari del seu lloc, que podia comprar, vendre, prendre i llegar mentre que cap grup d'homes de posició inferior podia triar o votar a un membre del goði.
Encara que els goði es postulaven com a grans homes, eren petits cabdills locals comparats amb els seus equivalents en el continent. Cap al segle xiii van sorgir els «stórgoðar» (grans goði) o «stórhöfðingjar» (grans cabdills), hereus dels influents i rics terratinents d'abans.

## Sistema judicial

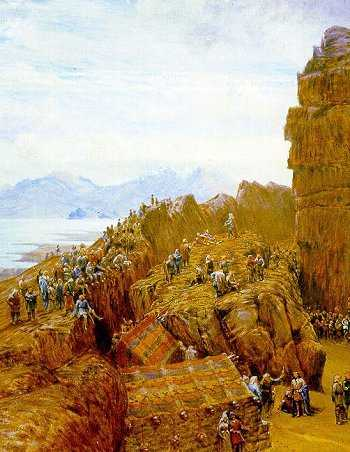
Representació del d'una sessió a l'Alþingi.

Si algú desitjava apel·lar una decisió presa pel tribunal del seu goðorð o si sorgia un conflicte entre els membres de diferents goðorð, era possible elevar l'afer a un sistema de corts de més alta jerarquia fins a quatre corts regionals de 36 jutges (fjórðungsdómur) a l'Althing, representants dels goðar de les quatre parts d'Islàndia. L'Althing, al seu torn, constituïa una «cinquena cort» nacional (fimmtadómur), una mena de cort suprema composta de 48 jutges nomenats pels goðar de la secció legislativa (Lögrétta) de l'Althingi.
Encara que l'Althingi només posseïa un èxit moderat en la resolució de controvèrsies, demostrar l'abast de les seves competències en aconseguir, en part per la pressió d'Olaf I de Noruega tot i que també gràcies a la forta acció missionera existent a l'illa, imposar el cristianisme a Islàndia a l'any 1000, legislant-se també que tots els islandesos havien de ser batejats i la prohibició, en públic i pocs anys després en privat, de rituals pagans. En el 1117, totes les seves lleis van ser posades per escrit en un còdex jurídic anomenat Grágás.

## Economia i societat
La població d'Islàndia cap al 930 s'estimava en 35.000 persones. Estava fortament barrejada, composta majoritàriament per noruecs del sud-oest, però també de danesos, suecs, frisons, anglosaxons i saxons. La proporció de Nòrdic-gaèlics era notable, arribats dels territoris vikings de les Illes del Nord: Órcades, Shetland, Hèbrides, Illa de Man o del nord d'Escòcia.
Els colons islandesos vivien principalment de la cria extensiva de bestiar boví i sobretot oví. La pràctica de l'agricultura era possible al sud, però limitada, i el gra seria sempre un producte d'importació insubstituïble. La pesca de salmó i truita era un recurs important. El comerç amb Noruega, Anglaterra i Irlanda ocupava un lloc important. Els principals productes que es venien eren fusta, blat, ferro, quitrà, vestits de luxe i objectes d'art, a canvi de llana, sèu i pells.

## Servei militar
Els seguidors d'un goðar li devien a aquest servei militar. S'organitzaven en escamots o companyies basats en el seu estatus social i el seu equipament, que formaven, al seu torn, exèrcits expedicionaris o leiðangrs.
La tradició militar islandesa de l'època s'assemblava estretament a la de Noruega. Respecte a la seva formació es testifiquen formacions de cavalleria i formacions d'infanteria equipada amb armes de projectils, però el gruix de les forces estaven constades per infanteria lleugera, mitjana i pesada, amb arquers i foners distribuïts entre les unitats d'infanteria com a fustigadors de suport lleuger.
Abans de la fi de l'Estat Lliure d'Islàndia, almenys 21 fortaleses i castells havien estat construïts a Islàndia.
Durant la guerra civil les forces en batalla consistien en una mitjana de 1000 homes amb una taxa de baixes de només del 15%. Aquesta baixa taxa de morts ha estat atribuïda a la mentalitat feudal que posseïa la societat islandesa i que establia que l'exèrcit derrotat podia no ser sacrificat si havia lluitat amb honor.
Islàndia no posseïa un exèrcit permanent, ja que en aquesta època constituïa un estat unificat. Finalment, la guerra civil islandesa va posar fi a l'estat lliure.

## Declivi i caiguda

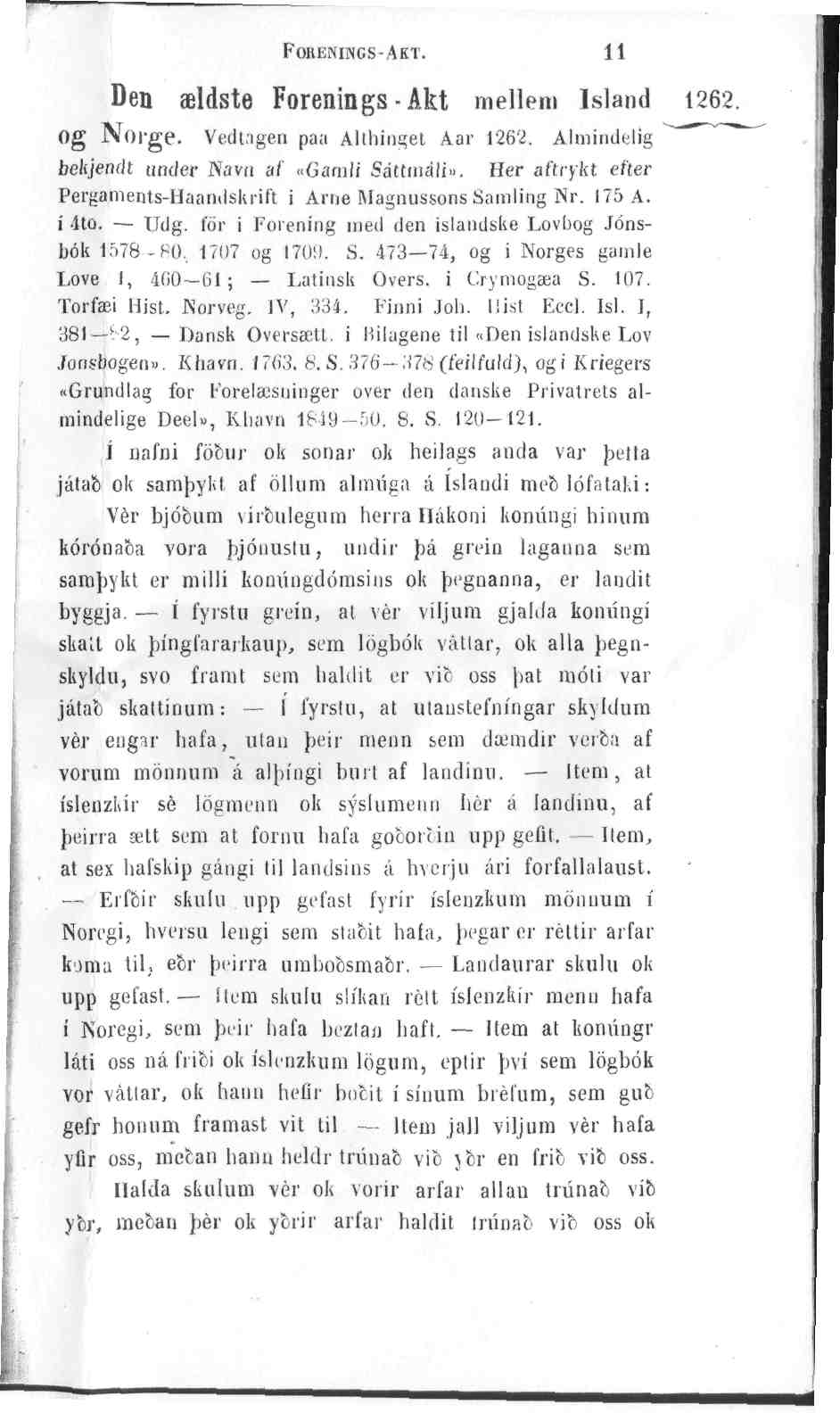
Pàgina impresa del «Gamli sáttmáli»

A principis del segle xiii, en l'era Sturlung, l'Estat lliure islandès va començar a patir seriosos conflictes interns.
Cap a l'any 1220, la instauració d'un impost territorial destinat a la manutenció de les esglésies, que era desviat pels caps cap al seu excessiu enriquiment personal, l'Estat lliure islandès va començar a patir greus dissensions internes: En aquesta època, el 80% les terres pertanyia a només cinc grans famílies, les disputes entre si van degenerar en una mena de guerra civil que va estripar el país, aconseguint el seu zenit a mitjan segle xiii.
El poeta i polític Snorri Sturluson, famós, ric i influent, va exercir un paper clau i sempre disputat a les converses.
El rei de Noruega va començar a exercir pressió sobre els seus vassalls islandesos perquè col·loquessin el país sota la seva regla. Una combinació de descontentament cap a les hostilitats internes i la pressió del rei de Noruega van portar als terratinents islandesos a acceptar Haakon IV de Noruega com el seu rei amb la signatura del «Gamli sáttmáli» («Pacte antic») el 1264 i a adoptar estructures d'organització feudal. Això, efectivament, va significar la fi de l'estat lliure.